# 海を見る
海を見る（うみをみる、原題：英: To See the Sea）は、イギリスのホラー小説家マイカル・マーシャル・スミスが1994年に発表した短編ホラー小説。クトゥルフ神話の一つ。
1994年にアンソロジー『インスマス年代記』に収録され、2001年に邦訳された。
東雅夫は『クトゥルー神話事典』にて「英国版インスマスというべき奇怪な村に参入した男女が体験する怪異の数々を、情感あふれる筆致で描きだした佳品。結末に待ち受ける哀切な現実崩壊間隔を堪能されたい」と解説している。

## あらすじ

### 本編以前
1955年、ジェラルディーン・スタンベリイは船旅に出る。オールドウィンクルという客船での帰路、イギリスの海岸沿いで暗礁に当たり、船が沈み始める。310人の乗客と船員は、沈みかける船内で閉じこもって助けを待ち、翌朝救助される。全員助かったこともあり、オールドウィンクル号の遭難事故は有名にはならなかった。彼女は1960年に結婚し、1965年に娘のスーザンを産み、1970年に離婚する。彼女は幼い娘に、自分の体験をくり返し語り聞かせ、助けが来るかどうかもわからないまま海中で閉じこもっているときの気持ちを教え伝えた。離婚に際して娘は夫に引き取られ、母が娘に会いに来ることはなかった。
スーザンは成長するにつれ、母親の体験に疑問を抱く。なぜ翌日まで気づかれなかったのか、近くのドートン村の住人に遭難が見つからなかったなど有り得るのか。スーザンが心に傷を負っていることを知ったぼく（語り手）は、いつか村を訪れて疑問を解消しようと考えていた。そんな折に、都会生活の喧騒から逃れようと、衝動的に週末の小旅行に出かけると決め、ドートンの村を目的地に定める。

### ドートンの村
バスは寒村に入ろうとせず、手前で2人を降ろす。民宿は狭く、おかみも不愛想であった。偶然にも、翌10月30日の午後3時から村祭りがあるという。パブの名前がオールドウィンクルであることを知ったスーザンは、村人に理由を尋ねるも誰も回答しない。海が見たいとスーザンは近づくが、行けども行けども海岸線にたどり着けなかった。
2人が民宿に戻ると、祭りの宿泊客が集まっていた。おかみは化粧しており、態度も変わって、2人は不思議なほど和やかに迎え入れられる。おかみに、翌日も宿泊するのか問われるも、否定して明日は帰ると回答する。ぼくは悪酔いし、スーザンがトイレで吐いているのを認識する隣で、眠りに落ちる。
ぼくが目を覚ましたとき、時刻は午後4時20分となっており、スーザンがいなかった。無人の民宿でぼくは、薬を盛られたことと、ぼくにだけ飲ませてスーザンには吐かせるように仕向けられたことを察するが、理由が全くわからない。外に出ても無人であり、3時の祭りに皆が出かけたのかと考える。ある一軒家で、窓ガラス越しに村人たちの顔を見たと思ったが、見間違いであり中には誰もいなかった。パブに入ると地下階段があり、浜辺に繋がっていることを確信して進む。ついに浜辺に出たとき、祭祀行列とスーザンが海に入ろうとしていた。ぼくは彼女の名を叫んで駆けだすが、殴られて気を失う。
次にぼくが目覚めたとき、浜辺には誰もいなかった。通報を受けた警察が無人の村を捜査するが、あまりに奇怪すぎて、報道されずにもみ消される。スーザンの手による別れを告げた書置きが見つかり、ぼくはスーザンはやつらと一緒に行ったことを認めざるをえなくなる。1960年の遭難事故の日、古の存在が現れ、きっかけとなったオールドウィンクルの名を、村人は看板に掲げたのだろうと、ぼくは結論付ける。警官とダイヴァーたちは、海底でオールドウィンクル号と310の人骨を発見し、その中の1体は遺物からジェラルディーン・スタンベリイであると判明した。虚実の境界を理解できないまま、ぼくはロンドンへと戻り、どうすればいいかもわからない。

## 主な登場人物

### 主人公たち
- ぼく - ロンドンの通信会社に勤務しているが、多忙と喧騒に疲れ果てている。新婚4ヶ月。
- スーザン - 妻。職場も同じで、同様に疲れ果てている。1965年生まれ。
- ジェラルディーン・スタンベリイ - スーザンの母。オールドウィンクル号の遭難事故から生還した。スーザンが5歳のときに離婚して以来会っていない。

### ドートン村関係者
- バスの運転手 - 村に入ろうとせず、手前で2人を降車させる。
- 民宿のおかみ -化粧をして、祭りの宿泊客を出迎える。化粧の目的は、顔の何かを隠すため。
- パブの主人 - 看板に「オールドウィンクル」の名を掲げる店主。不愛想。髪が不気味に濡れ、鱗じみた皮膚の男。
- ミス・ドートン - チラシに載っている人物。写真はコピーが繰り返されたことで、不鮮明になっている。スーザンは、パブの主人の娘と推測している。
- 食堂の若者 - コック・店主。村の外から通っている。魚料理を一切出さない。

## 収録
- 学研M文庫『インスマス年代記（英語版） 下』大瀧啓裕訳